# Ješ atid–Telem
Ješ atid–Telem (hebrejsky יש עתיד–תל"ם‎) byla středová parlamentní frakce v Izraeli. Vznikla v březnu 2020 ze strany Ješ atid a strany Telem po rozpadu aliance Kachol lavan.

## Historie
Před volbami v dubnu 2019 oznámili předseda strany Ješ atid Ja'ir Lapid a předseda Chosen le-Jisra'el Binjamin Ganc vytvoření společné kandidátní listiny nazvané Kachol lavan, na níž se podílela také strana Telem vedená Moše Ja'alonem a nestranný politik Gabi Aškenazi. Bylo rozhodnuto, že Ganc a Lapid budou kandidovat na post premiéra společně a budou se v této funkci střídat. Kachol lavan se v dubnových volbách umístila na druhém místě, když získala 26,13 % hlasů a v počtu křesel v Knesetu se vyrovnala konkurenční straně Likud – obě získaly 35 křesel.
Funkční období 21. Knesetu však trvalo krátce, neboť většina poslanců Knesetu hlasovala pro rozpuštění Knesetu poté, co se vůdci Likudu Benjaminu Netanjahuovi nepodařilo sestavit vládní koalici. Předčasné volby se konaly 17. září 2019 a jejich výsledkem bylo, že Kachol lavan získala 33 křesel v Knesetu. Poté, co se Netanjahuovi opět nepodařilo sestavit koalici, prezident Re'uven Rivlin udělil mandát k sestavení vlády Gancovi. Gancovi se také nepodařilo sestavit vládu. Po uplynutí dvoutýdenní lhůty (v níž mohl být pro sestavení koalice vybrán kterýkoli poslanec Knesetu) byl dvaadvacátý Kneset rozpuštěn a na březen 2020 byly vypsány bezprecedentní třetí předčasné volby.
V prosinci 2019, před nadcházejícími volbami do třiadvacátého Knesetu, bylo dohodnuto, že Ganc bude jediným kandidátem Kachol lavan na post premiéra. Ve volbách získala Kachol lavan 33 křesel a Likud 36. Ganc však dostal více doporučení než Netanjahu a získal mandát k sestavení vlády. Ganc zahájil jednání o vytvoření vlády jednoty s dosavadním premiérem Benjaminem Netanjahuem a jeho stranou Likud. V reakci na tento vývoj požádal Ja'ir Lapid a jeho strana Ješ atid spolu se stranou Telem vedenou Moše Ja'alonem o rozdělení svých frakcí od Kachol lavan. Toto rozdělení bylo oficiálně schváleno sněmovním výborem Knesetu 29. března 2020, načež Ješ atid a Telem vytvořily společnou parlamentní frakci známou jako Ješ atid–Telem.
V lednu 2021 se frakce Ješ atid–Telem rozpustila.

## Složení
Frakci Ješ atid–Telem tvořily dvě politické strany, které měly v Knesetu dohromady 17 křesel.
| Název    | Ideologie            | Pozice        | Předseda     | Počet poslanců ve 23. Knesetu |
| -------- | -------------------- | ------------- | ------------ | ----------------------------- |
| Ješ atid | liberalismus         | střed         | Ja'ir Lapid  | 13/120                        |
| Telem    | národní liberalismus | středopravice | Moše Ja'alon | 3/120                         |

## Předsedové
|  | Předseda | Předseda    | Nástup do úřadu | Konec v úřadu |
|  | -------- | ----------- | --------------- | ------------- |
|  |          | Ja'ir Lapid | 2020            | 2021          |

## Výsledky voleb
| Volby | Předseda                 | Hlasy                | %                    | Křesla | +/– | Status  |
| ----- | ------------------------ | -------------------- | -------------------- | ------ | --- | ------- |
| 2020  | Ja'ir Lapid Moše Ja'alon | součást Kachol lavan | součást Kachol lavan | 16/120 | –   | opozice |